# Bartolomeo Aragazzi

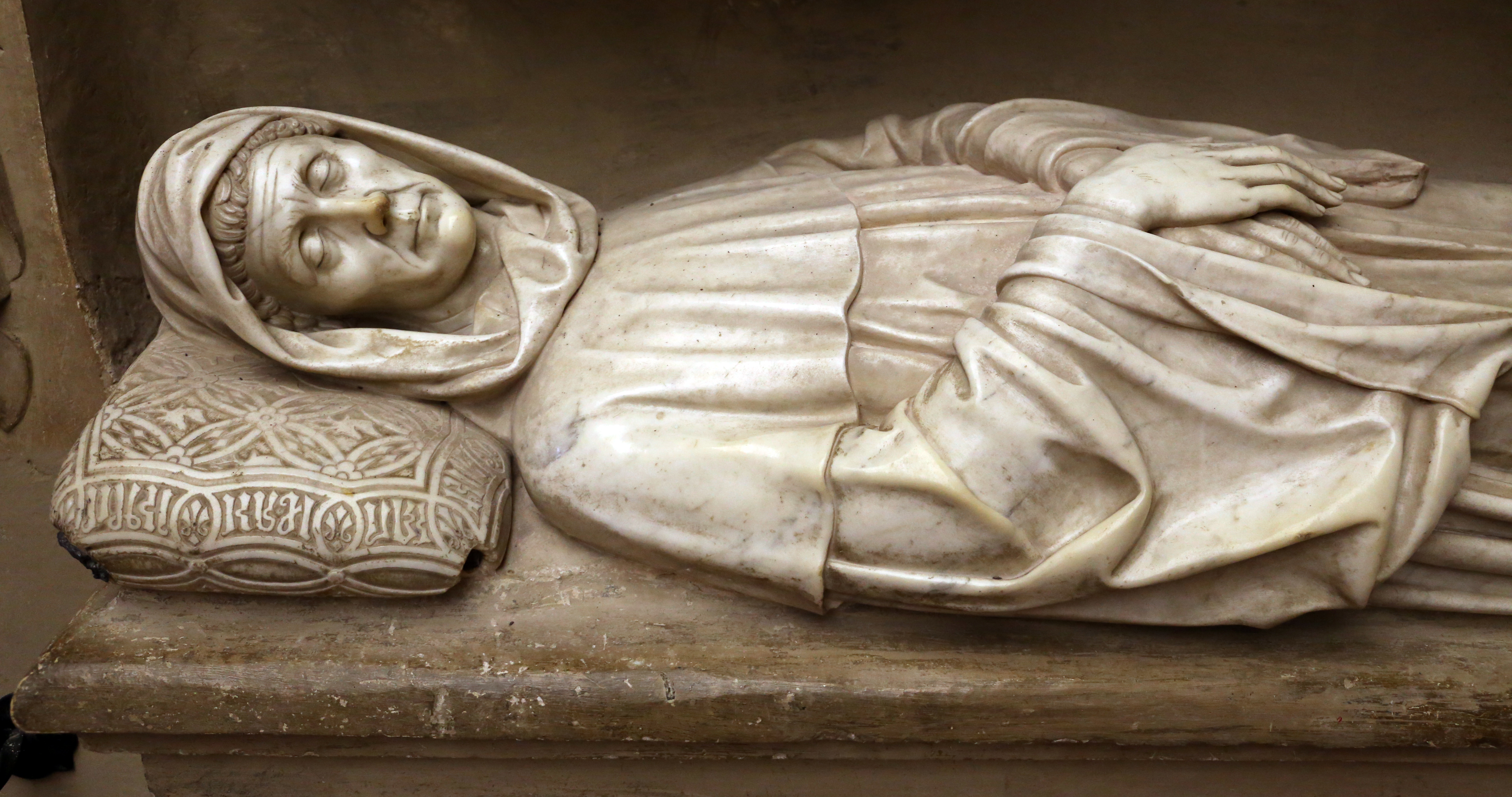
Il monumento funebre di Bartolomeo Aragazzi in un'immagine d'epoca

Bartolomeo Aragazzi (Montepulciano, 1385 circa – 1429) è stato un umanista italiano.

## Biografia
Originario di un'illustre famiglia poliziana, aveva compiuto gli studi di diritto per poi avviarsi a una brillante carriera presso la curia romana, culminata con la nomina a segretario apostolico di Martino V.
Dopo la sua morte, lo scultore e architetto fiorentino Michelozzo creò un monumento funebre nell'antica pieve della sua città d'origine, il più antico monumento funebre "umanistico" conosciuto.